# کلائودمیر د سوزا
کلائودمیر دومینگس د سوزا (پرتغالی: Claudemir Domingues de Souza؛ زادهٔ ۲۷ مارس ۱۹۸۸) که عموماً با نام کلائودمیر شناخته می‌شود، بازیکن فوتبال اهل برزیل است.
از باشگاه‌هایی که در آن بازی کرده‌است می‌توان به ویتس، کپنهاگن، کلوب بروژ، اورتون، الاهلی، براگا و سیواس‌اسپور اشاره کرد.